# 永井直達
永井 直達（ながい なおたつ）は、摂津高槻藩の第4代藩主。

## 略伝
元禄2年（1689年）、大和新庄藩主・永井直圓（永井宗家5代）の長男として生まれる。元禄8年（1695年）、伯父の高槻藩主永井直種が死去した際、直種の実子直英は乳飲み子であったため、婿養子として6月19日に跡を継いだ。元禄16年（1703年）12月21日、岳父と同様に日向守として叙任される。
宝永3年（1706年）7月30日に死去した。享年18。養子となった直英が跡を継いだ。なお、のちに直英も早世すると、直達の弟の直期がその跡を継いでいる。